# Тобин, Джеймс
Джеймс То́бин (англ. James Tobin; 5 марта 1918, Шампейн, Иллинойс — 11 марта 2002, Нью-Хейвен, Коннектикут) — американский экономист, лауреат премии по экономике памяти Альфреда Нобеля (1981). Член Национальной академии наук США (1972), член-корреспондент Британской академии (1984).

## Биография
В 1939 году с отличием окончил Гарвардский колледж; учился с Уильямом Н. Паркером и Richard Ruggles. В 1941 году после нападения японцев на Перл-Харбор Тобин поступил во флот и прошёл трёхмесячную подготовку, по результатам которой ему было присвоено офицерское звание. Затем до 1945 года он служил на эсминце Kearny. После окончания войны продолжил обучение в Гарвардском университете, где в 1947 году получил степень доктора философии, преподавал там же с 1946 по 1950 год. С 1950 года преподавал в Йельском университете. В начале 1950-х годов входил в редколлегию двух рецензируемых журналов по экономике: The Review of Economic Studies и Econometrica.
С 1955 года, после переезда Комиссии Коулса в Йель и преобразовании её в Фонд, активно участвует в работе данного исследовательского центра, занимая в 1955—1961 и 1964—1965 годах посты директора. В 1958—1960 годах был членом исполнительного комитета (англ. Executive Committee) Американской экономической ассоциации. С 1961 по 1962 годы входил в Совет экономических консультантов при президенте Джоне Кеннеди.
С 1988 года преподавал в Йеле в должности эмерита.
Умер 11 марта 2002 года в Нью-Хейвене от инсульта.

### Семья
14 сентября 1946 года Джеймс Тобин женился на Элизабет Фэй Ринго (англ. Elizabeth Fay Ringo). У них было 4-ро детей: Маргарет Ринго (англ. Margaret Ringo) (р. 31 июля 1946); Луис Майкл (англ. Louis Michael) (р. 10 июля 1951); Хью Ринго (англ. Hugh Ringo) (р. 13 июля 1953) и Роджер Джилл (англ. Roger Gill) (р. 19 декабря 1956).

## Научное творчество
Был автором и соавтором 16 книг и более 400 статей. В числе которых «Американское экономическое кредо» (The American Business Creed, 1956, в соавторстве с Сеймуром Харрисом, Карлом Кайзеном и Френсисом Саттоном), «Макроэкономика» (Macroeconomics, 1971), многотомник «Очерки политэкономии» (Essays in Economics — 1971, 1975, 1982, 1996), а также около 400 статей по экономике. Он один из авторов работы «Реформы глазами американских и российских ученых» (1996).
Предложил «коэффициент Тобина».
Критиковал монетарную политику Рональда Рейгана.
В 1992 году подписал «Предупреждение человечеству».
В 1955 году стал обладателем медали Джона Бейтса Кларка (1955), вручаемой влиятельным молодым экономистам (до 40 лет). В 1981 году был награжден Нобелевской премией по экономике (1981) «за анализ финансовых рынков и их влияния на принятие решений в области расходов, занятости, производства и цен». В 1990 году стал лауреатом премии Адама Смита.

### Налог Тобина
Среди широкой публики Тобин стал знаменитым благодаря своему предложению, высказанному ещё в начале 1970-х, что если ввести налог на операции с иностранными валютами, то даже если он бы равнялся только 0,1 %-0,25 %, это могло бы резко ограничить трансграничные валютные спекуляции, сделав большую часть из них невыгодными и уменьшить их вред, особенно для развивающихся стран. По мнению Тобина этот налог приносил бы в год не менее 150 млрд долларов, которые он предлагал разделять между Международным валютным фондом и национальными банками. Обычно сторонники этого налога предлагают использовать его для борьбы против неравенства и бедности, для развития образования, здравоохранения и подъема экономики в отсталых странах, хотя сам Тобин выступал с намного более умеренных позиций. У этого предложения много сторонников, особенно в развивающихся странах (У. Чавес, Лула да Силва, антиглобалисты). Большинство неолибералов к данному предложению относятся крайне отрицательно, считая, что страны, которые введут у себя такой налог, будут отгораживаться от внешнего мира, обрекая себя на дальнейшее отставание.
Подробнее см.: ,  и .
В результате европейского долгового кризиса ЕС стал искать дополнительные источники доходов, и в качестве одного из них Францией и Германией предлагается налог Тобина в широком смысле как налог на финансовые транзакции. Этот законопроект встретил сопротивление со стороны Великобритании, премьер которой пригрозил наложить на него вето.

## Общественная работа и награды
- Президент Эконометрического общества (1958)
- Вице-президент Американской экономической ассоциации (1964)[11]
- Президент Американской экономической ассоциации (1971)[11]

### Награды и премии
- 1955 — Медаль Джона Бейтса Кларка[17];
- 1981 — Нобелевская премия по экономике «За анализ состояния финансовых рынков и их влияния на политику принятия решений в области расходов, на положение с безработицей, производством и ценами»[18];
- 1988 — Орден Священного сокровища 1 класса[13];
- 1990 — Премия Адама Смита[19];
- 1993 — Медаль президента Итальянской республики[англ.][13].

## Список произведений
- Francis X. Sutton, Seymour E. Harris, Carl Kaysen, James Tobin The American Business Creed, 1956 («Американское деловое кредо»)
- «Экономические эссе» в 3-х тт.(Essays in Economics, 1972—1982).
- James Tobin. Liquidity preference as behaviour towards risk (англ.) (pdf). The Review of Economic Studies, No. 67, Febuary, 1958. The Cowles Foundation for Research in Economics at Yale University. Дата обращения: 29 сентября 2012. Архивировано 17 октября 2012 года.